# Бута-Буте (област)
Област Бута-Буте е разположена в северната част на Лесото. Площта ѝ е 1767 км², а населението, според преброяването през 2016 г., е 118 242 души. Административен център е град Бута-Буте, който е и единственият град в областта. На север Бута-Буте граничи с провинция Фрайстат на РЮА. Областта е разделен на 10 избирателни района.
В региона се намира и планинския курорт Оксбоу.
- Проход Рампал